# Pareulype hellwegeri
Pareulype hellwegeri är en fjärilsart som beskrevs av Hans Rebel 1910. Pareulype hellwegeri ingår i släktet Pareulype och familjen mätare. Inga underarter finns listade i Catalogue of Life.